# Aeropuerto Internacional de Belfast

Un servicio de bus conecta con NI Railways en la Estación de Antrim.

El Aeropuerto Internacional de Belfast (en irlandés: Aerfort Idirnáisiúnta Bhéal Feirste) (IATA: BFS, OACI: EGAA) es un aeropuerto importante situado a 11.5 NM (21,3 km; 13,2 mi) al noroeste de Belfast, Irlanda del Norte, Reino Unido.  Antiguamente se conocía como el Aeropuerto de Alergrove, debido a que hay un pueblo con el mismo nombre al oeste del aeropuerto.  
Unos 4 millones de pasajeros viajaron a través del aeropuerto en el año 2013, lo que representa un descenso del 6,7% del año 2012.  El Aeropuerto Internacional de Belfast es el aeropuerto más concurrido en Irlanda del Norte, y el segundo en la Isla de Irlanda.

## Aerolíneas y destinos

### Pasajeros
| Aerolíneas       | Destinos |
| ---------------- | --- |
| BH Air           | Estacional: Burgas |
| Bulgaria Air     | Chárter estacional: Burgas |
| easyJet          | Alicante, Ámsterdam, Birmingham, Brístol, Cracovia, Edimburgo, Faro, Glasgow-Internacional, Lanzarote, Liverpool, Londres-Gatwick, Londres-Luton, Londres-Stansted, Málaga, Mánchester, Newcastle upon Tyne, París-Charles de Gaulle, Reykjavík-Keflavík Estacional: Barcelona, Burdeos, Ginebra, Ibiza, Jersey, Lyon, Niza, Palma de Mallorca, Split, Valencia |
| Jet2.com         | Alicante, Gran Canaria, Lanzarote, Tenerife-Sur Estacional: Dubrovnik, Faro, Fuerteventura, Ginebra, Ibiza, Málaga, Menorca, Murcia, Palma de Mallorca, Pisa, Praga, Reus, Zante Chárter estacional: Plovdiv, Salzburgo, Toulouse |
| Pegasus Airlines | Chárter estacional: Dalamán |
| Ryanair          | Londres-Gatwick |
| SunExpress       | Estacional: Dalamán |
| TUI Airways      | Estacional: Burgas, Corfú, Dalamán, Ibiza, Lanzarote, Málaga, Menorca, Palma de Mallorca, Reus, Rodas, Tenerife-Sur |
| United Airlines  | Nueva York-Newark |
| Virgin Atlantic  | Estacional: Orlando |
| Volotea          | Chárter estacional: Verona |
| Wizz Air         | Katowice, Vilna |

### Destinos internacionales
| Ciudades por países | Nombre del aeropuerto                                   | Aerolíneas                                                                  | Aeronaves      | Frecuencias semanales |
| Norteamérica        | Norteamérica                                            | Norteamérica                                                                | Norteamérica   | Norteamérica          |
| ------------------- | ------------------------------------------------------- | --------------------------------------------------------------------------- | -------------- | --------------------- |
| Estados Unidos      |                                                         |                                                                             |                |                       |
| Orlando             | Aeropuerto Internacional de Orlando                     | Virgin Atlantic (Estacional)                                                |                |                       |
| Asia                |                                                         |                                                                             |                |                       |
| Chipre              |                                                         |                                                                             |                |                       |
| Pafos               | Aeropuerto Internacional de Pafos                       | Jet2.com (Estacional)                                                       |                |                       |
| Turquía             |                                                         |                                                                             |                |                       |
| Antalya             | Aeropuerto de Antalya                                   | easyJet (Estacional) Jet2.com (Estacional)                                  |                |                       |
| Dalaman             | Aeropuerto de Dalaman                                   | Jet2.com (Estacional)                                                       |                |                       |
| Esmirna             | Aeropuerto de Esmirna-Adnan Menderes                    | Jet2.com (Estacional)                                                       |                |                       |
| Europa              |                                                         |                                                                             |                |                       |
| Alemania            |                                                         |                                                                             |                |                       |
| Berlín              | Aeropuerto de Berlín-Schönefeld                         | Ryanair                                                                     | B737           |                       |
| Austria             |                                                         |                                                                             |                |                       |
| Salzburgo           | Aeropuerto de Salzburgo                                 | easyJet (Estacional) Jet2.com (Estacional)                                  | A3xx           |                       |
| Bulgaria            |                                                         |                                                                             |                |                       |
| Burgas              | Aeropuerto de Burgas                                    | BH Air (Estacional) Jet2.com (Estacional) TUI Airways (Estacional)          | B7x7           |                       |
| Sofia               | Aeropuerto de Sofia                                     | Jet2.com (Chárter Estacional)                                               |                |                       |
| Croacia             |                                                         |                                                                             |                |                       |
| Dubrovnik           | Aeropuerto de Dubrovnik                                 | easyJet (Estacional) Jet2.com (Estacional)                                  | A3xx           |                       |
| Split               | Aeropuerto de Split                                     | easyJet (Estacional)                                                        | A3xx           |                       |
| España              |                                                         |                                                                             |                |                       |
| Alicante            | Aeropuerto de Alicante                                  | easyJet Jet2.com Ryanair                                                    | A3xx B737      |                       |
| Almería             | Aeropuerto de Almería                                   | Jet2.com (Estacional)                                                       |                |                       |
| Barcelona           | Aeropuerto Internacional de Barcelona                   | easyJet (Estacional)                                                        | A3xx           |                       |
| Fuerteventura       | Aeropuerto de Fuerteventura                             | easyJet (Estacional) Jet2.com                                               | A3xx           |                       |
| Gerona              | Aeropuerto de Gerona                                    | Jet2.com (Estacional) Ryanair (Estacional)                                  | B737           |                       |
| Gran Canaria        | Aeropuerto de Gran Canaria                              | Jet2.com TUI Airways (Estacional)                                           | B7x7           |                       |
| Ibiza               | Aeropuerto de Ibiza                                     | easyJet (Estacional) Jet2.com (Estacional) TUI Airways (Estacional)         | A3xx B7x7      |                       |
| Lanzarote           | Aeropuerto de Lanzarote                                 | easyJet (Estacional) Jet2.com Ryanair TUI Airways (Estacional)              | A3xx B737 B7x7 |                       |
| Málaga              | Aeropuerto de Málaga                                    | easyJet Jet2.com (Estacional) Ryanair TUI Airways (Estacional)              | A3xx B737 B7x7 |                       |
| Menorca             | Aeropuerto de Menorca                                   | Jet2.com (Estacional) TUI Airways (Estacional)                              | B7x7           |                       |
| Palma de Mallorca   | Aeropuerto de Palma de Mallorca                         | easyJet (Estacional) Jet2.com (Estacional) Ryanair TUI Airways (Estacional) | A3xx B7x7      |                       |
| Reus                | Aeropuerto de Reus                                      | Jet2.com (Estacional) TUI Airways (Estacional)                              | B7x7           |                       |
| Tenerife            | Aeropuerto de Tenerife Sur                              | Jet2.com Ryanair TUI Airways (Estacional)                                   | B737 B7x7      |                       |
| Valencia            | Aeropuerto de Valencia-Manises                          | easyJet (Estacional) Ryanair                                                | A3xx           |                       |
| Francia             |                                                         |                                                                             |                |                       |
| Burdeos             | Aeropuerto de Burdeos-Mérignac                          | easyJet (Estacional)                                                        | A3xx           |                       |
| Lyon                | Aeropuerto de Lyon                                      | easyJet (Estacional)                                                        | A3xx           |                       |
| Niza                | Aeropuerto de Niza                                      | easyJet (Estacional)                                                        | A3xx           |                       |
| París               | Aeropuerto de París-Charles de Gaulle                   | easyJet                                                                     | A3xx           |                       |
| Grecia              |                                                         |                                                                             |                |                       |
| Corfú               | Aeropuerto Internacional de Corfú-Ioannis Kapodistrias  | TUI Airways (Estacional)                                                    | B7x7           |                       |
| Heraclión           | Aeropuerto Internacional de Heraclión Nikos Kazantzakis | Jet2.com (Estacional)                                                       |                |                       |
| Rodas               | Aeropuerto Internacional de Rodas-Diágoras              | Jet2.com (Estacional) TUI Airways (Estacional)                              | B7x7           |                       |
| Zante               | Aeropuerto Internacional de Zante                       | Jet2.com (Estacional)                                                       |                |                       |
| Islandia            |                                                         |                                                                             |                |                       |
| Reikiavik           | Aeropuerto Internacional de Keflavík                    | easyJet (Estacional)                                                        | A3xx           |                       |
| Italia              |                                                         |                                                                             |                |                       |
| Bérgamo             | Aeropuerto de Bérgamo-Orio al Serio                     | Ryanair                                                                     | B737           |                       |
| Nápoles             | Aeropuerto de Nápoles                                   | easyJet (Estacional) Jet2.com (Estacional)                                  | A3xx           |                       |
| Venecia             | Aeropuerto Internacional Marco Polo                     | easyJet                                                                     | A3xx           |                       |
| Verona              | Aeropuerto de Verona-Villafranca                        | Jet2.com (Estacional) TUI Airways (Estacional)                              | B7x7           |                       |
| Lituania            |                                                         |                                                                             |                |                       |
| Vilna               | Aeropuerto Internacional de Vilna                       | Wizz Air                                                                    | A32x           |                       |
| Malta               |                                                         |                                                                             |                |                       |
| Luqa                | Aeropuerto Internacional de Malta                       | Jet2.com (Estacional)                                                       |                |                       |
| Países Bajos        |                                                         |                                                                             |                |                       |
| Ámsterdam           | Aeropuerto de Ámsterdam-Schiphol                        | easyJet                                                                     | A3xx           |                       |
| Polonia             |                                                         |                                                                             |                |                       |
| Cracovia            | Aeropuerto de Cracovia-Juan Pablo II                    | easyJet Jet2.com (Estacional) (inicia 29 de noviembre de 2024) Ryanair      | A3xx B737      |                       |
| Portugal            |                                                         |                                                                             |                |                       |
| Faro                | Aeropuerto de Faro                                      | easyJet Jet2.com (Estacional) Ryanair (Estacional)                          | A3xx B737      |                       |
| Funchal             | Aeropuerto de Madeira                                   | Jet2.com (Estacional)                                                       |                |                       |
| República Checa     |                                                         |                                                                             |                |                       |
| Praga               | Aeropuerto de Praga                                     | easyJet (Estacional) Jet2.com (Estacional) (inicia 29 de noviembre de 2024) | A3xx           |                       |
| Suiza               |                                                         |                                                                             |                |                       |
| Ginebra             | Aeropuerto Internacional de Ginebra                     | easyJet (Estacional)                                                        | A3xx           |                       |

### Carga
Aerolíneas de carga que operan en el aeropuerto con sus consiguientes destinos:
| Aerolíneas                           | Destinos                                              |
| ------------------------------------ | ----------------------------------------------------- |
| Atlantic Airlines                    | Midlands Orientales                                   |
| DHL Aviation operado por DHL Air UK  | Midlands Orientales                                   |
| Jet2.com                             | Midlands Orientales                                   |
| Royal Mail operado por Titan Airways | London Stansted                                       |
| Star Air (Maersk)                    | Midlands Orientales, Edimburgo                        |
| FedEx Feeder operado por Swiftair    | Birmingham, Londres-Stansted, París-Charles de Gaulle |
| TNT Airways                          | Midlands Orientales, Lieja                            |

## Tráfico y estadísticas

### Tráficos por año
En 2007, el aeropuerto alcanzó el récord de 5,3 millones de pasajeros, la cifra más alta de su historia.
|                    | Número de pasajeros | Operaciones | Carga (toneladas) |
| ------------------ | ------------------- | ----------- | ----------------- |
| 1997               | 2,476,834           | 35,070      | 24,838            |
| 1998               | 2,671,848           | 38,976      | 25,275            |
| 1999               | 3,035,907           | 44,817      | 25,773            |
| 2000               | 3,147,670           | 41,256      | 30,599            |
| 2001               | 3,618,671           | 45,706      | 32,130            |
| 2002               | 3,576,785           | 38,453      | 29,474            |
| 2003               | 3,976,703           | 39,894      | 29,620            |
| 2004               | 4,407,413           | 43,373      | 32,148            |
| 2005               | 4,824,271           | 47,695      | 37,878            |
| 2006               | 5,038,692           | 48,412      | 38,417            |
| 2007               | 5,272,664           | 51,085      | 38,429            |
| 2008               | 5,262,354           | 55,000      | 36,115            |
| 2009               | 4,546,475           | 44,796      | 29,804            |
| 2010               | 4,016,170           | 40,324      | 29,716            |
| 2011               | 4,103,620           | 57,460      | 31,062            |
| 2012               | 4,313,685           | 58,011      | 29,095            |
| 2013               | 4,023,336           | 54,003      | 29,288            |
| 2014               | 4,033,954           | 50,973      | 30,073            |
| 2015 (provisional) | 4,390,407           | TBA         | TBA               |

### Evolución anual del tráfico de pasajeros
|                                |
| Actualizado en febrero de 2016 |

### Rutas más transitadas

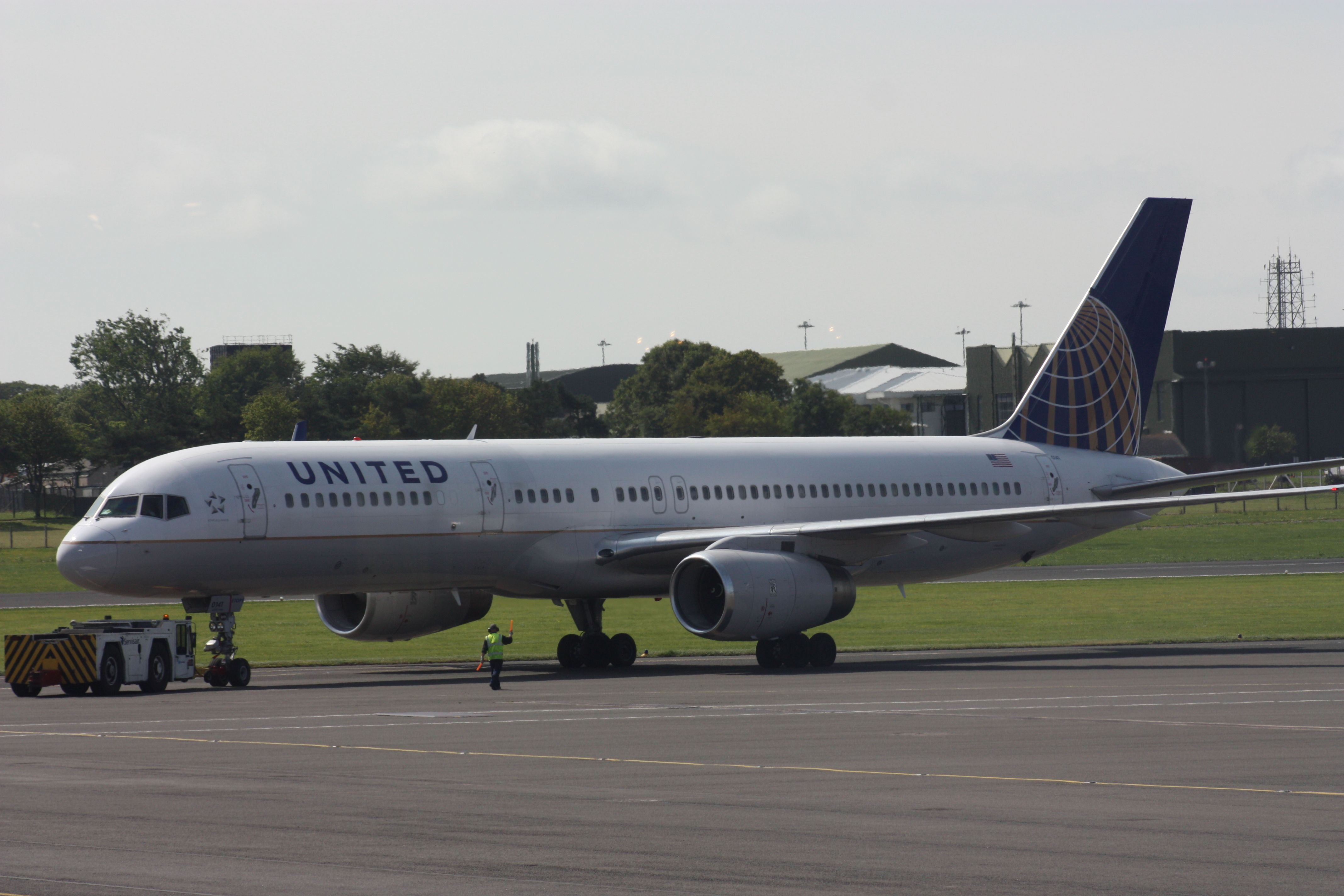
Boeing 757 de United Airlines en el aeropuerto.

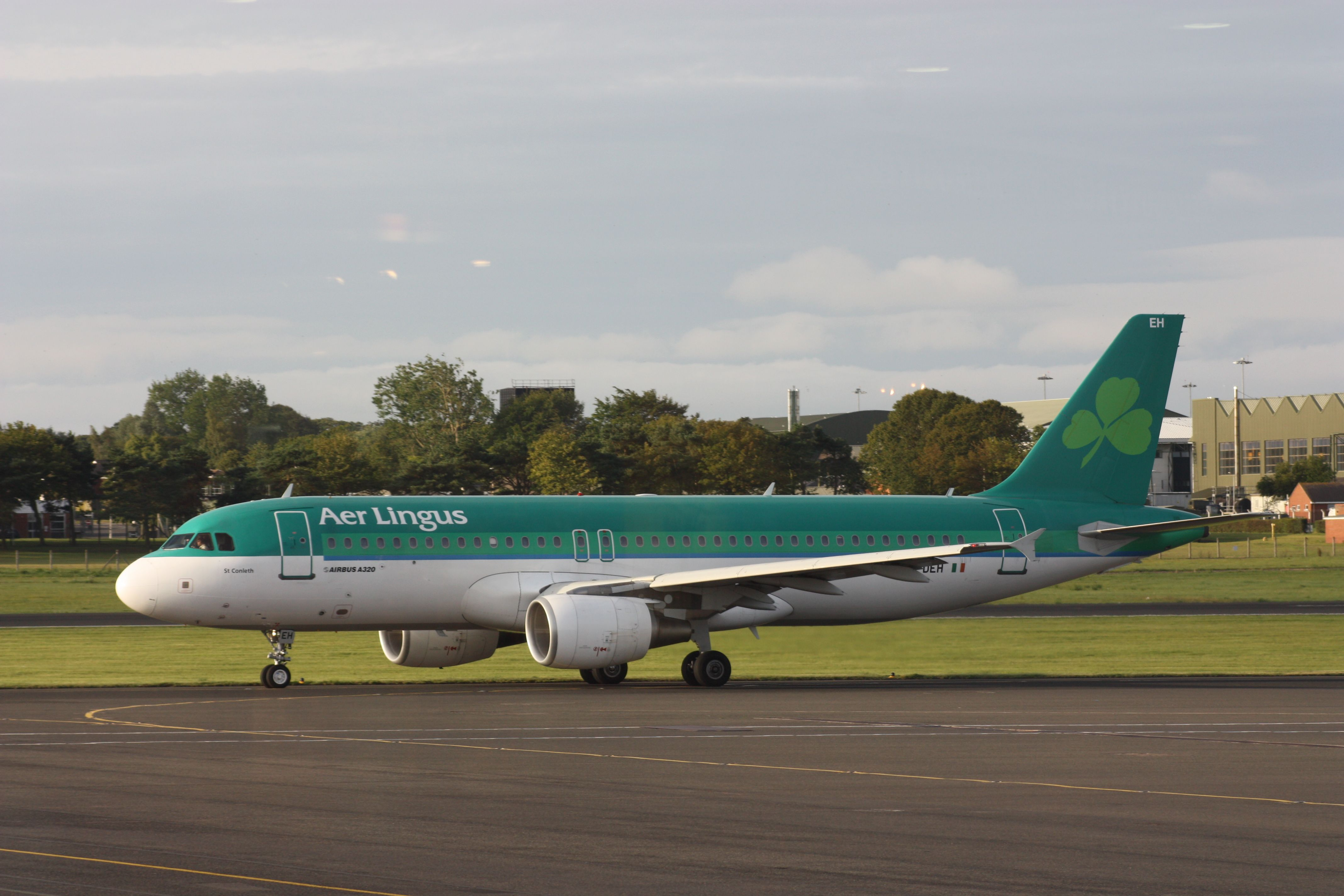
Airbus A320 de Aer Lingus.

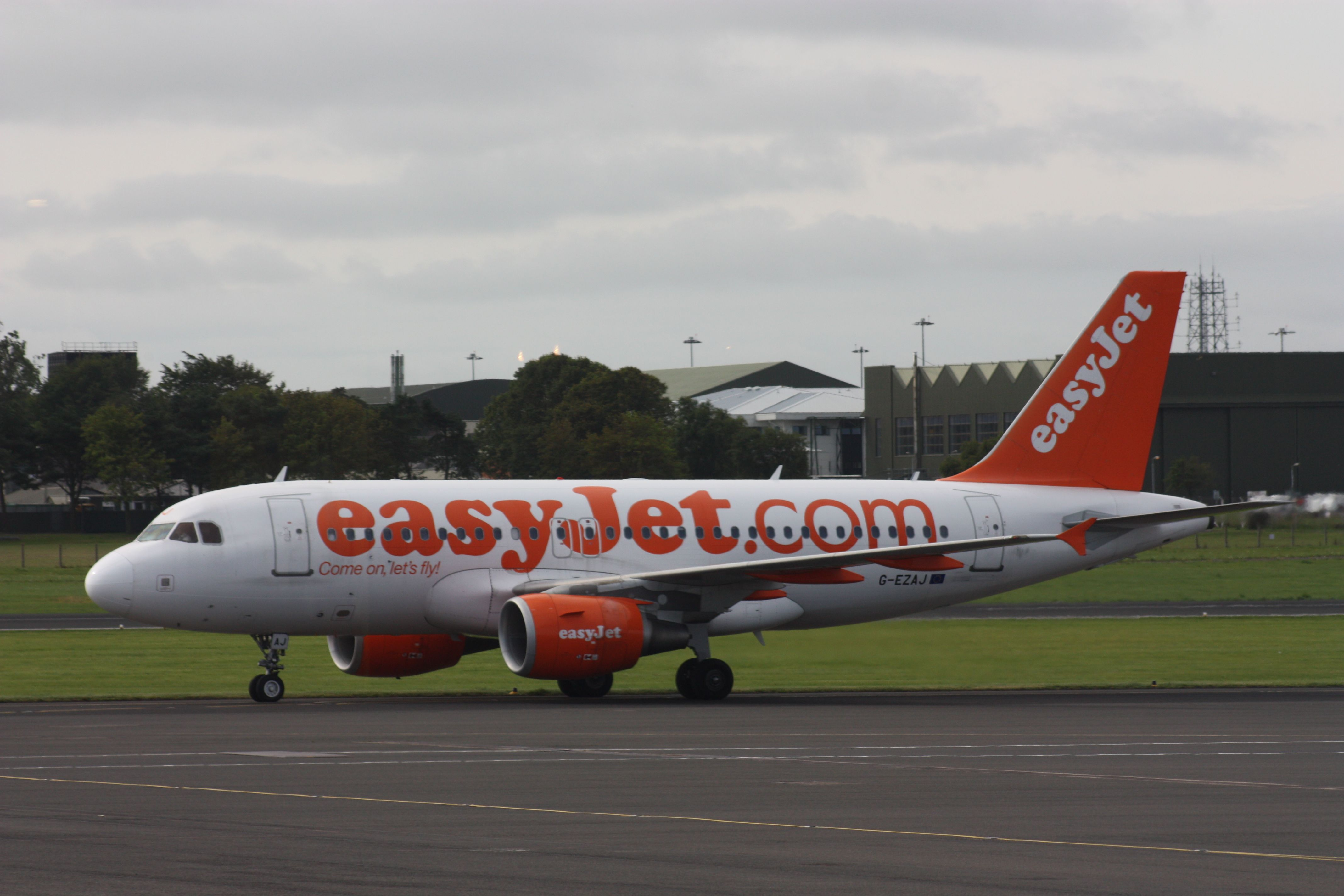
Airbus A319 de easyJet en el aeropuerto.

| Puesto | Aeropuerto              | Pasajeros | Variación % | Aerolíneas                      |
| ------ | ----------------------- | --------- | ----------- | ------------------------------- |
| 1      | Londres–Gatwick         | 500.700   | 57,5%       | easyJet                         |
| 2      | Liverpool               | 414.695   | 56,1%       | easyJet                         |
| 3      | Mánchester              | 365.676   | 51,9%       | easyJet, Ryanair                |
| 4      | Londres–Luton           | 323.045   | 97,5%       | easyJet                         |
| 5      | Birmingham              | 316.488   | 54,1%       | easyJet                         |
| 6      | Edimburgo               | 307.431   | 70,8%       | easyJet, Ryanair                |
| 7      | Glasgow                 | 300.346   | 90,9%       | easyJet                         |
| 8      | Londres–Stansted        | 293.723   | 85,2%       | easyJet, Ryanair                |
| 9      | Bristol                 | 250.498   | 50,0%       | easyJet                         |
| 10     | Newcastle               | 194.722   | 61,9%       | easyJet                         |
| 11     | Palma de Mallorca       | 174.538   | 647,1%      | easyJet, Jet2.com, Ryanair, TUI |
| 12     | Faro                    | 164.327   | 442,8%      | easyJet, Jet2.com, Ryanair      |
| 13     | Alicante                | 158.838   | 319,0%      | easyJet, Jet2.com, Ryanair      |
| 14     | Málaga                  | 156.021   | 380,8%      | easyJet, Jet2.com, Ryanair, TUI |
| 15     | Tenerife–Sur            | 118.579   | 253,0%      | easyJet, Jet2.com, TUI          |
| 16     | Lanzarote               | 79.270    | 236,6%      | easyJet, Jet2.com, Ryanair, TUI |
| 17     | París–Charles de Gaulle | 77.049    | 994,3%      | easyJet                         |
| 18     | Amsterdam               | 71.155    | 1.539,1%    | easyJet                         |
| 19     | Dalaman                 | 45.687    | 3.012,2%    | easyJet, Jet2.com, TUI          |
| 20     | Ibiza                   | 43.490    | 419,2%      | easyJet, Jet2.com, TUI          |